# 小行星4768
小行星4768（英語：4768 Hartley）是一颗围绕太阳公转的小行星。1988年8月11日，A. J. Noymer在赛丁泉山发现了此天体。
这颗小行星的绝对星等为26.88505262384758等。